# Bahrajn na letních olympijských hrách
Bahrajn na letních olympijských hrách startuje od roku 1984. Toto je přehled účastí, medailového zisku a vlajkonošů na dané sportovní události.

## Účast na Letních olympijských hrách
| Dějiště LOH            | LOH      | Vlajkonoš                            | Zlatá medaile | Stříbrná medaile | Bronzová medaile | Celkem |
| ---------------------- | -------- | ------------------------------------ | ------------- | ---------------- | ---------------- | ------ |
| 1984 Los Angeles       | LOH 1984 | Youssef Mubarak                      |               |                  |                  | 0      |
| 1988 Soul              | LOH 1988 | Ahmed Hamada                         |               |                  |                  | 0      |
| 1992 Barcelona         | LOH 1992 | Khalid Rabeeah                       |               |                  |                  | 0      |
| 1996 Atlanta           | LOH 1996 | Mohamed Al-Sada                      |               |                  |                  | 0      |
| 2000 Sydney            | LOH 2000 | Dawood Youssef                       |               |                  |                  | 0      |
| 2004 Athény            | LOH 2004 | Ahmed Hamada                         |               |                  |                  | 0      |
| 2008 Peking            | LOH 2008 | Rakia Al-Gassra                      |               |                  |                  | 0      |
| 2012 Londýn            | LOH 2012 | Azza Al Qasmi                        | 1             |                  |                  | 1      |
| 2016 Rio de Janeiro    | LOH 2016 | Farhan Saleh                         | 1             | 1                | 0                | 2      |
| 2020 Tokio             | LOH 2020 | Noor Yussuf Abdulla Husain Al-Sayyad |               | 1                |                  | 2      |
| 2024 Paříž             | LOH 2024 |                                      |               |                  |                  | x      |
| Celkem                 | 10       |                                      | 2             | 2                | 0                | 4      |
| Zdroj na Olympedia.org |          |                                      |               |                  |                  |        |

## Listina medailistů
| Medal         | Sportovec              | LOH           | Sport         |
| ------------- | ---------------------- | ------------- | ------------- |
| Zlatá medaile | Meriem Jusuf Džamalová | Bahrajn (BRN) | 2012 Atletika |